# Дивень
Диве́нь — село у складі Великомежиріцької сільської громади Рівненського району Рівненської області; населення — 491 особа; перша згадка — 1544 рік[джерело?]. У села є загальноосвітня школа I ступеня, клуб, фельдшерсько-акушерський пункт.

## Історія
У 1906 році село Межиріцької волості Рівненського повіту Волинської губернії. Відстань від повітового міста 47 верст, від волості 2. Дворів 68, мешканців 413.

## Населення

### Мова
Розподіл населення за рідною мовою за даними перепису 2001 року:
| Мова       | Кількість | Відсоток |
| ---------- | --------- | -------- |
| українська | 487       | 99.19%   |
| російська  | 2         | 0.41%    |
| болгарська | 1         | 0.20%    |
| польська   | 1         | 0.20%    |
| Усього     | 491       | 100%     |